# Spyro Gyra (album)
Spyro Gyra is het eerste muziekalbum van de gelijknamige band. Het album is opgenomen is diverse geluidsstudio’s in de Verenigde Staten, waarbij de mogelijkheid aanwezig is dat sommige musici de anderen niet hebben gezien of hebben horen spelen. De studio’s bevonden zich in West Orange (New Jersey) (House of Music), Clarence (New York) (Mark Studios) en in New York (Blue Rock Studio). De band bestond destijds uit een samenraapsel van allerlei musici, die Beckenstein en Wall hadden ingeschakeld bij hun concerten rondom Buffalo (New York), thuisbasis van de band.
De platenhoes liet een DNA-fragment zien met op de achtergrond een sterrenstelsel. Het album (lp) verscheen op het Amerikaanse platenlabel Amherst Records, en werd later gedistribueerd door MCA Records (compact disc).

## Musici
- Jay Beckenstein – sopraansaxofoon, altsaxofoon, tenorsaxofoon, percussie
- Jeremy Wall – toetsinstrumenten, percussie
- Jim Kurzdorfer – basgitaar
- Tom Walsh – slagwerk, percussie
- Umbopha Emile Latimer – congas, percussie

Met
- Rubens Bassini – congas op Shaker song, Cascade en Leticia
- David Samuels – marimba en tabla op Shaker song, Pygmy funk
- Tom Schuman – minimoog op Mead, piano op Paula en Fender Rhodes op Paw prints
- Freddy Rapillo – gitaar op Mallet ballet, Pygmy funk, Leticia, Paw prints en Galadriel
- Greg Millar – gitaar op Shaker song, Opus d’opus, Cascade en Mead
- Rick Bell – trombone op Opus d’opus
- Anthony Gorusso – trompet op Leticia
- Fred Marshall – trombone op Leticia

## Muziek
| Nr. | Titel                          | Duur |
| --- | ------------------------------ | ---- |
| 1.  | Shaker song (Beckenstein)      | 4:49 |
| 2.  | Opus d’opus (Beckenstein l)    | 5:08 |
| 3.  | Mallet ballet (Wall)           | 5:11 |
| 4.  | Pygmy funk (Wall)              | 5;34 |
| 5.  | Cascade (Wall)                 | 3:12 |
| 6.  | Leticia (Wall)                 | 6:10 |
| 7.  | Mead (Beckenstein)             | 4:00 |
| 8.  | Paula/Paw prints (Beckenstein) | 4:01 |
| 9.  | Galadriel (Wall)               | 4:55 |